# Victor Wentink
Victor Wentink (Enschede, 14 maart 1948 - 13 december 2020) is een Nederlandse componist en theoreticus.

## Biografie
Wentink staat bekend als pionier op het gebied van elektronische- en elektro-instrumentale muziek, maar heeft daarnaast ook muziektheaterwerken, muziekautomaten en technologische concepten (Tresparq) gerealiseerd.
Wentink groeide op in Twente in de jaren vijftig, waar hij al op jonge leeftijd een voorliefde voor de piano ontwikkelde. Op vijftienjarige leeftijd verhuisde hij samen met zijn familie naar Den Haag waar zijn passie voor muziek pas echt tot uiting kwam. Hij werd in 1966 als student aangenomen aan het Koninklijk Conservatorium en studeerde daar piano en elektronische compositie tot 1973 (Dick Raaijmakers). Daarnaast volgde hij ook nog multimedia cursussen aan de Vrije Academie in Den haag in 1967. In 2006 kreeg hij zijn master-titel om een proefschrift te kunnen schrijven over "Art/Science".
In 1969 richtte Wentink samen met Dick Raaijmakers en Gilius van Bergeijk het eerste elektro-instrumentale ensemble in Nederland met de naam ‘Het Leven’ op. Na zijn afstuderen werd Wentink leraar elektro-instrumentale muziek aan het Kon. Conservatorium (1973-1974) en leraar elektronische compositie en nieuwe muziekgeschiedenis aan het Brabants Conservatorium (1972-1977). Daarnaast werkte hij vanaf 1971 tot 1982 in de studio van Steim (Stichting Elektro-Instrumentale Muziek) te Amsterdam. Hij was betrokken bij de links-politieke beweging die vanuit de jaren zestig in opkomst was en was onder andere lid van de protestbeweging Aktie Notenkraker en het Geneco (Genootschap van Nederlandse Componisten).
Het werk uit deze periode varieert van klassieke tapestukken tot composities voor tape en instrumentalisten. Daarnaast ontstonden multimedia werken zoals het avondvullende ‘Discours’ uit 1976.
In Steim werkte hij aan een elektronische componeermachine met de naam ‘Eemnes Machine’ (1975–1979). De machine werd onder andere getoond in de tentoonstelling Tektonik in het Haags Gemeentemuseum (1979).
Van 1984 tot 1998 werkte Wentink bij muziek- en kunstorganisaties in Den Haag. Hij richtte Ooyevaer Desk en de stichting Poenix op en was betrokken bij activiteiten binnen Theater Zeebelt en Theater Korzo. In die tijd ontstonden grotere projecten zoals de tentoonstelling Anti Qua Musica van Dick Raaijmakers (1989), muziektheaterwerken met Horst Rickels (1992–1994), de digitale opera "Pearl Harbour" in samenwerking met Remko Scha, het Waterpaviljoen in Zeeland met Edwin van der Heide (1995–1997) en de manifestatie Neonatuur.
Vanaf 1998 werkt Wentink aan een langlopend technologietraject voor het internet i.s.m. Edwin van der Heide, Eduard Mossinkoff en Peter de Koning onder de naam Tresparq.
Wentink schreef diverse teksten over kunst en technologie (Duino, De kamer van Marat) en publiceerde in diverse tijdschriften. Vanaf begin jaren negentig werkte hij vanuit het theater Zeebelt in Den Haag met kunstenaars en filosofen aan projecten op het gebied van kunst en technologie: Neonatuur, Winterveld en het Electridiën ism. Remko Scha, Eldert Willems, Fons Elders, Boudewijn Korber en Wolter Lemstra.
Met musici als Peter van Bergen en Horst Rickels organiseerde hij diverse festivals op het gebied van nieuwe muziek, Audio Art en Geïmproviseerde muziek in Den Haag. 
Wentink woont en werkt in Amsterdam.
In 2006 behaalde Wentink zijn Mastertitel op basis van zijn onderzoek naar analoge sociale netwerken in de jaren 70, aan de TU Twente bij professor Petran Kockelkoren. 
In 2013 voltooide hij zijn proefschrift over Artec aan de Universiteit van Amsterdam onder professor Remko Scha.

## Oeuvre

### Klank-composities
- Mikx voor elektronische tape’ (1968) ism. Huub Kerstens (Studio Kon. Conservatorium Den Haag
- Studie I  v. elektronische tape (1968) St.KC.DH.  (onvoltooid)
- De Sonate nr. 1 (Phaenophonie) v. elektronische tape en spelers (1969) St.KC.DH. (CD bij Donemus)
- Het Magmazang, Reis, v. elektronische tape en spelers.  (1969-1970)  St.KC.DH.
- De schemer van Wenen, versie 1 v. elektronische tape, modulatoren en spelers.  (1971) St.KC.DH.
- De schemer van Wenen,  versie 2 v. elektronische tape en mono-radioluidspreker.
- Quadraat Stelling I elektronisch netwerk voor spelers. (De Windmachine) (1971-1972)

### Verbosonische werken
- Intrasonic I en II
- Bestimmung ism. Michael Tophoff (tekst) en de KRO (productie en studio).

### Composities
- Discours voor elektronische tape, rotator, windmachine, beelden en spelers. (1974-1976). StudioSteim. CD Anthologie Donemus.
- Quadraat Stelling II (1976)  StSteim (Discours-schakeling)
- Mauretaner, voor elektronische tape en videobeelden. (1977)  StSteim.
- De Eemnes Machine, componeerautomaat (eerste model) (1975-1979) StSteim.
- Winter-Quantum Machine  (eerste Winterveld meter) (1980)
- KAND digitale beeld/geluid-compositie voor Apple II computer (beeld- geluid) Studio Steim en Studio Amsterdams Konservatorium)  (1981-1982)
- De Storm  (multimedia) (1982)
- ETM 2173-sc (multimedia)  (1983)
- Three pieces   (digitaal)  (1991)
- MiHa    (digitaal)  (1991)
- Spheren der Kand I   (digitaal)  (1991)
- Spheren der Kand II  (digitaal)  (1993
- Boltzmann’s Tod   (digitaal)   (1992)
- Plaza Futura   muziektheater  (ism. Horst Rickels)  (1993)
- Magmazang II  muziektheater  (ism. Horst Rickels)  (1994)
- Pearl Harbour  digitale opera  (ism.  Remko Scha (computerzang) en Hanna Boender (libretto)  (1994) CD Zeebelt.
- Waterpaviljoen (klankmateriaal) ism. Edwin van der Heide en Delta Expo (1995-1997)
- Winterveld cyclus (digitale klankcomposities) (1998) CD Donemus

### Kunst & Techniek projecten
- Tektonik Project   (multi-media)  eerste Neonatuur-model.  (1978-1981)
- Quadraat Stelling III: Tresparc   digitaal internet-platform voor culturele communicatie ism. Edwin van der Heide (1998-heden)
- Quadraat Stelling IV: QS4 Technology. Basis voor DCP (Data Code Processor) Automatisch data distributie en netwerk-configuratie platform. (2005)
- Quadraat Stelling V: Neumantua. (2007)
- ‘Mantus’ (theatrale performance machine (QS V) concept.
- Quadraat Stelling VI: ‘Eucaryon’  (2006/7)
- Quadraat Stelling VII:  (in voorbereiding)
- Quadraat Stelling VIII: (in voorbereiding)
- Quadraat Stelling IX: Rosa Nova. (1977 - )
- ‘Winter paviljoen’ (ontwerp voor 750-jarig bestaan van Den Haag ism. Remko Scha en Eric Vreedenburgh.

### Conceptuele teksten
- De Vrolijke Techniek (1975)
- Duino (1977-‘99): Winterreis, De kamer van Marat, Sferische verkenningen.
- De sferologische potentie van het kanaal van Shannon, (proefschrift)
- ‘Eucaryon’ Instituut, (concept tekst)

### Beeld-Techniek werken
Beeldwerken voor het Tektonik-project:
- Zes Discours-schilderijen. (1973)
- Disperse the smoke over the Winter-macaroni factories (1978)
- ETM 2173-sc, 5 waterverf schilderingen (1977)
- Negen ‘Wolken’schilderijen bij Eemnes Machine, (1978)
- 3 krijt tableaux (1978)
- 9 Tektoonse schilderijen (Breuken, Stemming, De kamer van Marat, Saisons, Zelfportret, Collage, Rode piramidel. ETM, Rosa Nova)
- foto-trommel
- 8 Winterveld tekeningen.
- Digitale beeld-compositie voor KAND I (Apple computer).
- Het Alsos Project (multimedia) (1995-heden): 8 digitale beeldwerken ‘Lost Rosacrucians’ (klein formaat).
- Digitale beeld-werken voor QS3 (Tresparq wereld) 
  - Serie 1: 24 werken (groot formaat),
  - Serie 2: 22 werken (klein formaat).
  - Serie 3:  5 ontwerpen voor TP-logo.
- Digitale beeld-werken voor het Eucaryon Instituut:
  - Serie : 32 werken (klein formaat)
- Digitale beeld-concepten voor QS V (Neumantua):
  - Serie: 13 werken (klein formaat)
- Digitale beeld-werken voor de Eemnes Machine: 4 werken (klein formaat)
  - Digitale beeld-werken voor: De sferologische potentie van het kanaal van Shannon: 11 werken (klein formaat).

### Projecten
- Waterpaviljoen Delta Expo Neeltje Jans. (1995-‘97)
- Project Tektonik:  Den Haag, Amsterdam, Tilburg, Eindhoven, Parijs (1979-83)
- Project Neonatuur: Den Haag, Amsterdam, Dortmund, Krems, Eindhoven, Berlijn, Warschau, Krakau, Praag, e.a.
- Project Winterveld: cyclus voor wetenschappers, kunstenaars en filosofen over het effect van nieuwe technologie op het maatschappelijk klimaat: Den Haag (1995-98)
- Het Eucaryon Instituut: werkplaats voor kunst, techniek en wetenschap (concept).
- Diverse kleinere en grotere projecten op het gebied van netwerktechnologie, virtuele ruimte en automatisering (onder andere Tresparq).

- Bibliothèque nationale de France: cb17003868p (data)
- Gemeinsame Normdatei: 128936738
- International Standard Name Identifier: 0000 0000 2074 4665
- Library of Congress Control Number: no2012078970
- MusicBrainz: 97df95a5-cc51-4e06-943b-9be4620de837
- Nederlandse Thesaurus van Auteursnamen: 068883692
- RKD-Nederlands Instituut voor Kunstgeschiedenis: 83617
- Système universitaire de documentation: 261115596
- Virtual International Authority File: 25669031
- WorldCat: E39PBJx4rHgPBDBpkqdfB9RHYP